# 康樂廣場

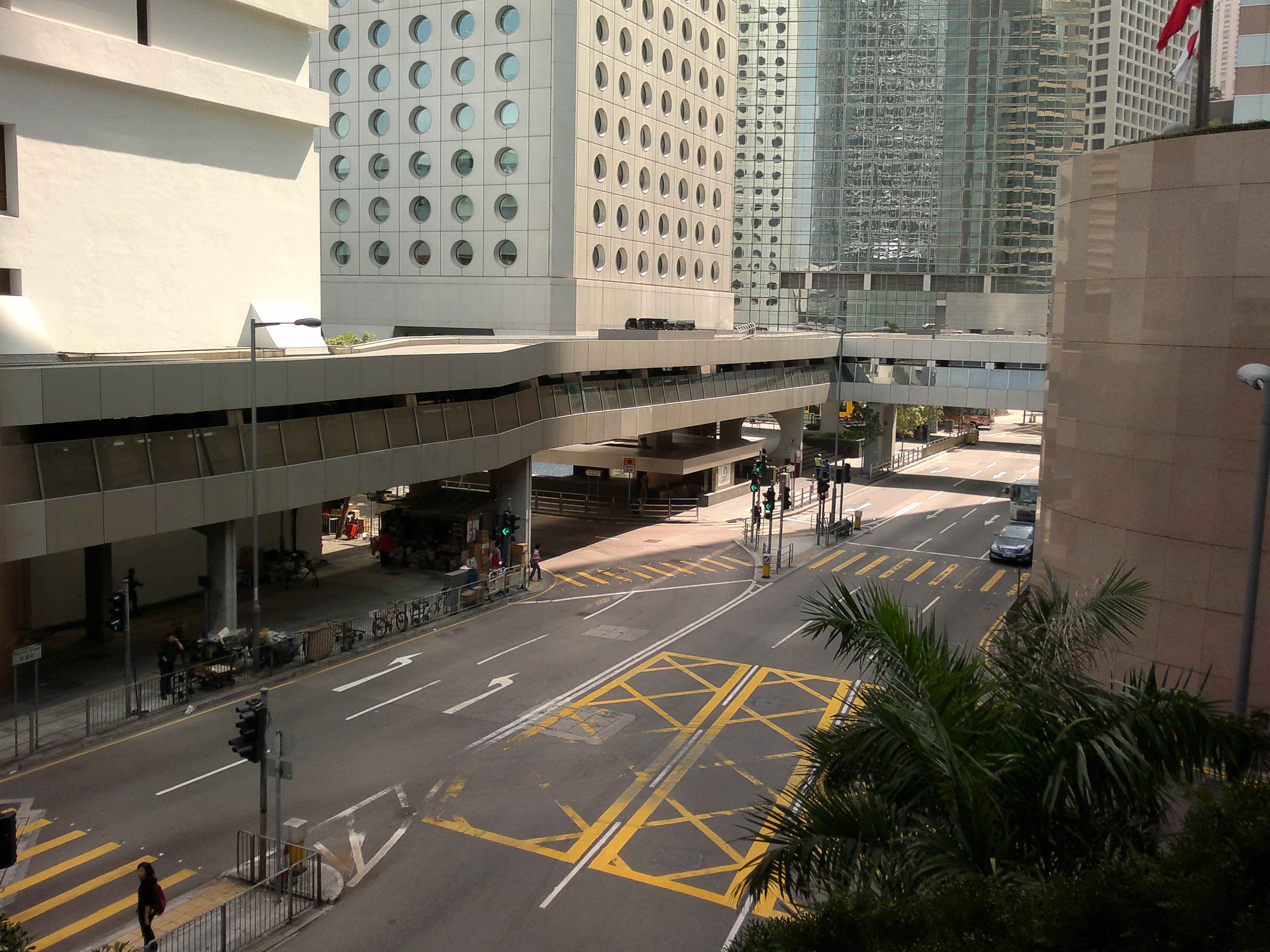
康樂廣場近交易廣場的一段馬路

康樂廣場（英語：Connaught Place）是香港一個容許車輛進入的廣場，位於香港島中環，圍繞著怡和大廈（舊稱康樂大廈），呈U字形，兩端連接干諾道中。「康樂」之名來自以維多利亞女皇的第三子干諾公爵（Duke of Connaught）。香港郵政總局和交易廣場也是座落於康樂廣場附近。
康樂廣場從前是中環填海所得的地皮，在2007年中之前是海岸線之一，現在已因中環及灣仔第3期填海工程成為內陸。
康樂廣場有一個24小時開放式公園，設有水池，放置有亨利·摩爾大型铸铜雕塑，名「對環」。

## 歷史
1970年，今日康樂廣場一帶的地皮由香港置地投得，興建了當時全亞洲最高的大樓康樂大廈，當時圍繞著大廈的三條內街分別名為怡樂街、海樂街、星樂街，後來在1975年8月22日被當局合併成同一條街道，以康樂大廈的名稱命名為「康樂廣場」。雖然康樂大廈於1988年改名為怡和大廈，但康樂廣場的名稱維持不變。

## 鄰近
- 愛丁堡廣場
- 交易廣場
- 皇后像廣場
- 中環碼頭
- 國際金融中心
- 香港文華東方酒店
- 遮打大廈
- 聖佐治大廈
- 環球大廈
- 維多利亞港
- 中區行人天橋系統
- 中環站／香港站

## 交匯道路
- 干諾道中
- 民耀街
- 干諾道中
- 畢打街

## 外部連結
- Google Maps 上的康樂廣場